# 全日本学生柔道体重別団体優勝大会
全日本学生柔道体重別団体優勝大会（ぜんにほんがくせいじゅうどうたいじゅうべつだんたいゆうしょういたいかい）は、毎年11月に開催される全日本学生柔道連盟主催の学生柔道の体重別による団体戦。決勝は例年NHK Eテレで放送されているが、2016年は東京六大学野球（早慶戦）中継のためサブチャンネルで放送された。2021年はBS1で中継録画。

## 概要
1999年11月にそれまでの体重無差別により争われていた全日本学生柔道優勝大会とは別に体重別を導入した団体戦として新たに開始された。2009年11月からは全日本学生女子選抜体重別団体優勝大会という名称で女子の大会も正式に始まった(前年の2008年2月には全国体育系学生女子体重別団体大会という大会も開催されていた)。この大会は個人戦での階級区分と同じく7階級によって争われる。また、自らの階級より1階級上に出場することが可能となっている。2015年以降に大学へ入学した選手は、連盟が定めた必修単位取得数を下回った場合、今大会を始めとした連盟主催の大会には出場できないことが決まった。2020年10月に開催予定だった今大会は、新型コロナウイルスの影響で延期されることになったが、その後も事態が収拾しなかったために、史上初めて中止になった。2021年10月に開催予定だった今大会も、新型コロナウイルスの影響で延期されることになった。その後12月8日・9日に開催の予定。

## 誤審を巡って
2018年10月に行われた今大会の男子準決勝の日体大対国士舘大学戦で誤審が発生した。中堅戦で国士舘大学の釘丸将太が日体大の大吉賢を後袈裟固で抑え込みに入ったにもかかわらず、主審は抑え込みのコールをせずに17秒が経過したところで待てをかけた。これに対して審判委員長の大迫明伸は、今の抑え込みは有効だったと判断して両者を抑え込みの態勢に戻して試合を再開させたが、大吉が懸命にもがき、すぐさま釘丸を引っくり返して抑え込みのポイントはなしとなった。再開前の17秒は結果としてカウントされなかったものの、それが認められていれば技ありポイントとなり、結果論的スコアーではあるが、この試合は国士舘大学の勝利となっていた。7人制の中堅戦なので以降の試合の流れにも因るが、この一戦で国士舘大学にポイントが与えられていたら、準決勝は3－2で国士舘大学が勝利となっていた可能性もあった(結局、今大会は決勝に進んだ日体大が筑波大学を3－1で破って悲願の初優勝を飾った)。
11月になって全柔連の専門委員長会議は、この一戦で「技量不足による重大な誤審」があったと認めて、主審を最上位のSライセンスからAライセンスに降格した。また、誤審の訂正を促さなかったジュリー及び副審2名を、主審とともに2ヶ月間の資格停止処分とした。全柔連の聴取に対して、まじかに見ていた主審らは、「抑え込みに見えなかった」と弁明したが、この処分に最終的には同意したという。全柔連の公認審判員規程には審判の誤審に対する具体的な罰則規定は盛り込まれておらず、今回の処分は特別な措置として扱われることになった。なお、全柔連はこれを契機に誤審に関する処分規定や再発防止策を明文化する意向を示した。

## 柔道衣の適性を巡って
2023年10月22日に兵庫県尼崎市のベイコム総合体育館で開催された今大会における準々決勝の国士舘大学対日本体育大学戦で混乱状況が発生した。73㎏級の選手が対戦する五将（3戦目）では国士館大学の田中裕大と日体大の石原樹の対戦となったが、試合開始から2分30秒が経過した時、田中の柔道衣の袖が規定より短いと判断されて、審判団による協議の結果、田中の反則負けが言い渡された。柔道の審判規定では、上衣の袖の長さは最長で手首の関節まで、最短は手首の関節から5センチまでと定められているが、田中の柔道衣はその規定に抵触するとみなされた。通常は試合前に柔道衣コントロールが行われて、規定違反と判断された場合は事前に適格な柔道衣に着替えさせられる。しかし、今大会では柔道衣の適性を判断するための測定器が用意されておらず、試合の最中に審判によって不適格とみなされる前代未聞の事態となった。反則負けとなった田中はこの裁定に納得行かず畳に立ち尽くして不満の意を表すと、場内からは野次と怒号が飛び交う事態となった。騒然とした状況の中で審判団は再び協議に入ると、10分後に反則負けは取り消されて、田中に適格な柔道衣に着替えさせた上で試合が再開された。結果的に田中は石原に指導3つを引きだされて反則負けとなったが、斉藤立などの活躍により国士舘大学が3勝したため、2勝の日体大に辛勝した。日体大は第３位入賞。

## 歴代優勝校
| 年   | 男子         | 女子         |
| ---- | ------------ | ------------ |
| 1999 | 国士舘大学   |              |
| 2000 | 明治大学     |              |
| 2001 | 東海大学     |              |
| 2002 | 東海大学     |              |
| 2003 | 筑波大学     |              |
| 2004 | 東海大学     |              |
| 2005 | 東海大学     |              |
| 2006 | 国士舘大学   |              |
| 2007 | 国士舘大学   |              |
| 2008 | 明治大学     | 山梨学院大学 |
| 2009 | 東海大学     | 筑波大学     |
| 2010 | 筑波大学     | 環太平洋大学 |
| 2011 | 東海大学     | 環太平洋大学 |
| 2012 | 東海大学     | 帝京大学     |
| 2013 | 筑波大学     | 環太平洋大学 |
| 2014 | 東海大学     | 山梨学院大学 |
| 2015 | 東海大学     | 帝京大学     |
| 2016 | 国士舘大学   | 環太平洋大学 |
| 2017 | 東海大学     | 山梨学院大学 |
| 2018 | 日本体育大学 | 龍谷大学     |
| 2019 | 東海大学     | 東海大学     |
| 2021 | 東海大学     | 環太平洋大学 |
| 2022 | 天理大学     | 東海大学     |
| 2023 | 筑波大学     | 東海大学     |
| 2024 | 東海大学     | 東海大学     |